# Port de Jebel Ali
Le port de Jebel Ali ou (ar) : ميناء جبل علي, Mena Jabal Ali est un des principaux port de commerce du monde, situé à Jebel Ali aux Émirats arabes unis.

## Histoire
C'est un port en eau profonde créé en 1971 et ouvert en 1979, il a une capacité de traitement de 19,3 millions d'EVP.
Il est le plus important au Moyen-Orient, dont la construction a commencé dans les années 1970. Celui-ci constitue une plate-forme intermodale connectée avec l'aéroport international de Dubaï et surtout à l'aéroport international Al Maktoum. Ce port franc abrite plus de 6 000 sociétés issues de 120 pays, ainsi que la marine américaine.

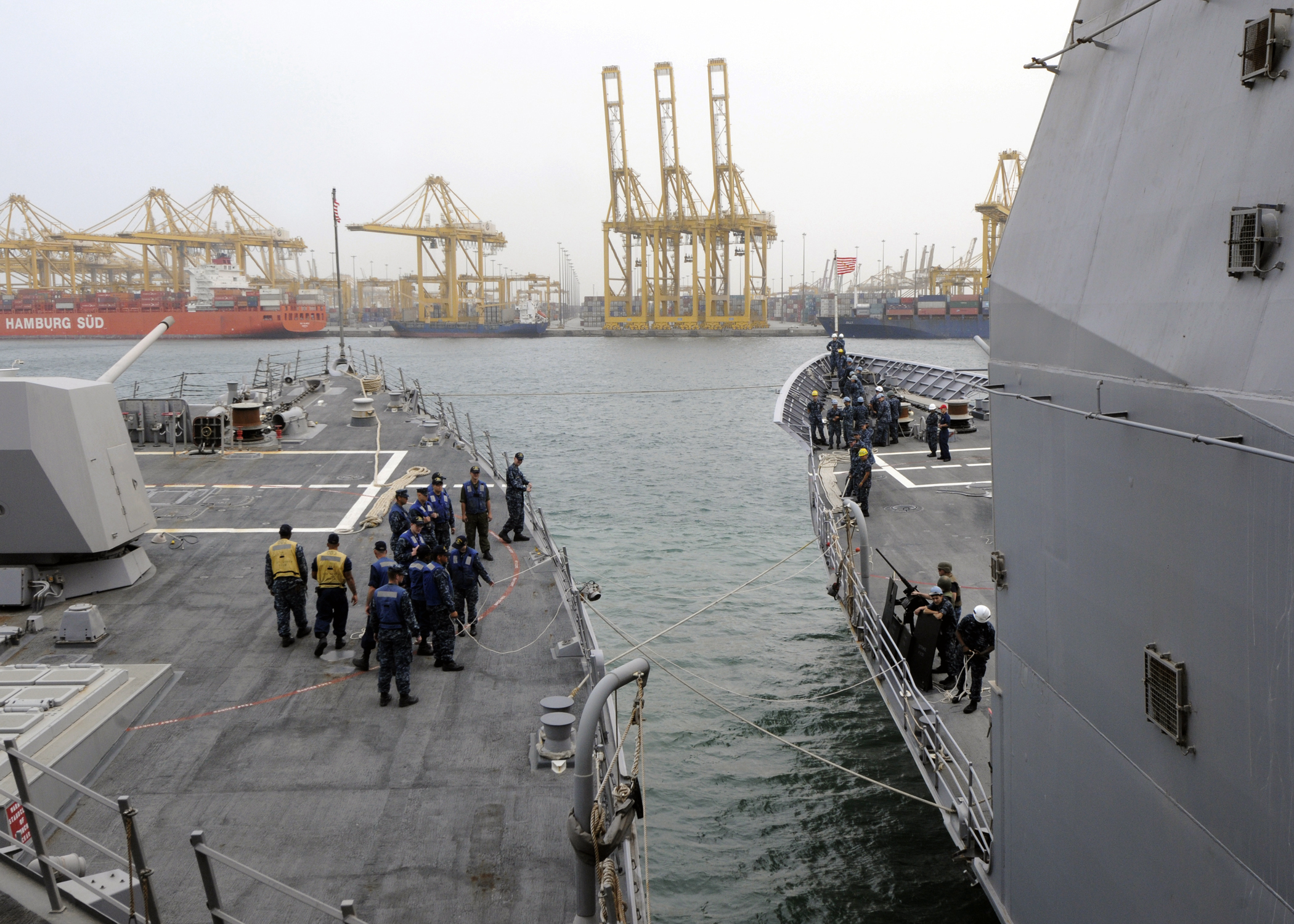
Infrastructure portuaire américaine.
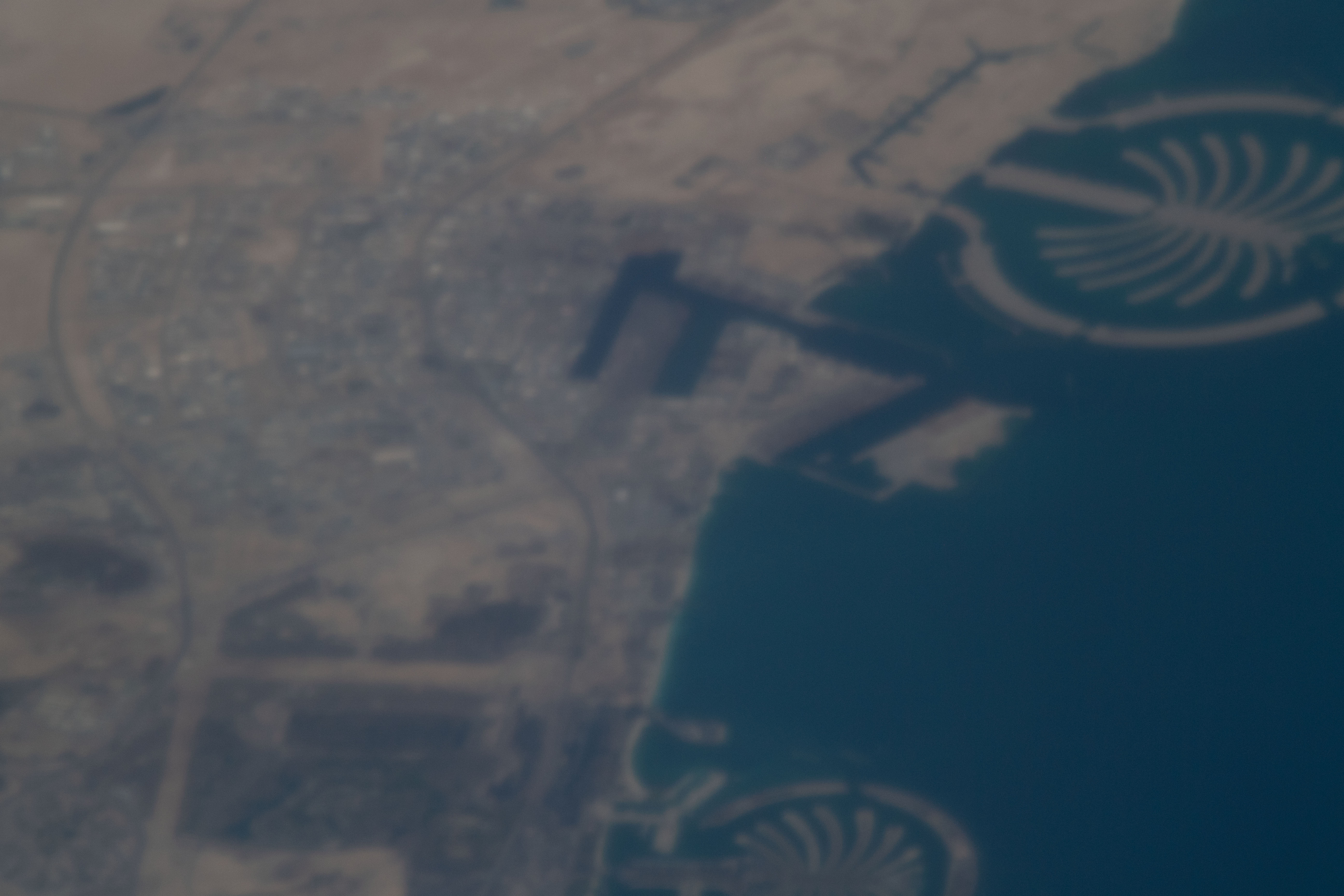